# Улица Газопровод
Улица Газопрово́д — улица между Варшавским шоссе и Дорожной улицей на территории района Чертаново Южное в ЮАО Москвы, сохранившая название при вхождении в границы Москвы в 1960 году, с 1930-х годов до 1960 года — в посёлке Красный Строитель (он же посёлок Газопровод).

## Описание
Улица Газопровод идёт с северо-запада на юго-восток от Варшавского шоссе к Проектируемому проезду № 4578, затем поворачивает на восток и доходит до пересечения с Дорожной улицей к путям станции Красный Строитель Курского направления Московской железной дороги.
 Нумерация домов начинается от Варшавского шоссе.

## История
Возникновение улицы связано с индустриализацией этого района подмосковья — Кирпичным заводом № 22 и образовавшимся рабочим посёлком близ станции «Ост. пункт 25 км.» (ныне Красный Строитель). Улица пролегала от Серпуховского (с 1950 г. — Варшавского) шоссе мимо карьеров, где добывали глину, — к кирпичному заводу. Название улица получила в 1930-х годах, когда в разрастающемся посёлке стали проживать работники Газопроводстроя. Другое её неофициальное название — «Газик».

Для нас, поселковых, слово «Кирпичный» многое значило. И даже после 50-х, когда построили новые дома на Газике и там открылись магазины, то кирпичный не забывали; за свежим хлебом в продуктовом или за молоком, что привозили в цистернах.
— И. Г. об истории кирпичного завода №22

## Современность
Улица сильно поменялась с начала XXI века: помимо расширения дорожного полотна и прокладки нового коллектора снесены все «сталинские» жилые дома, составлявшие прежнее лицо рабочего посёлка. На месте их и бывших кирпичных четерёхэтажек с 2003 года возводились 17-этажные дома серии П-44Т.
В самом начале улицы построен муниципальный многоуровневый паркинг с автосервисом и мойками (домовладение 2А). А напротив на месте расселённых в 2012 году домов 1, корп.1 и корп.2 построен жилой дом переменной этажности с подземным гаражом на 70 машиномест.

## Примечательные здания и сооружения
По нечётной стороне

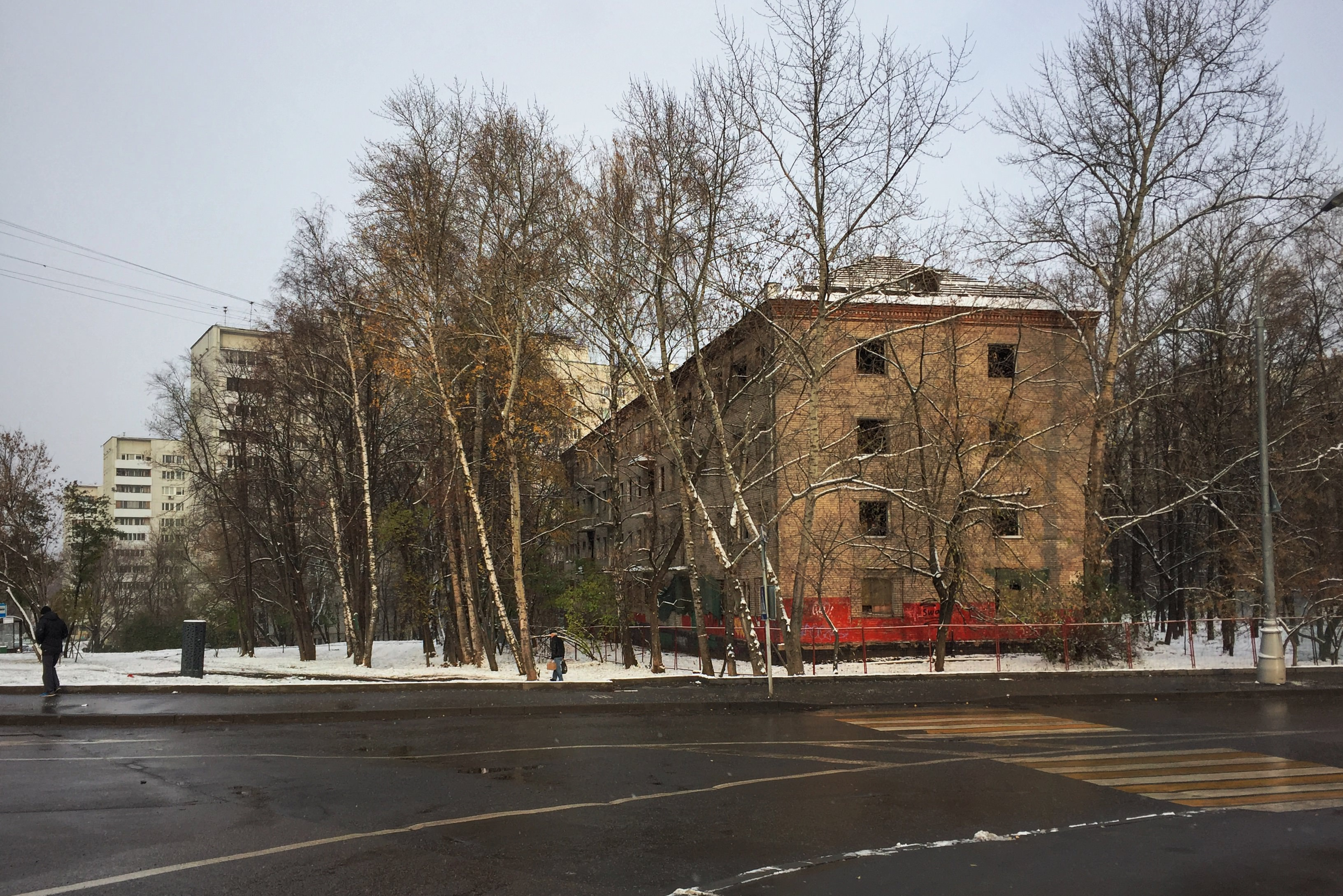
Д. 1, корп. 1. Фото 2016 года.
Снесён в 2017 году

- дома 1 к. 3, к. 5, к. 6 — жилые 12 этажные панельные типовой серии II-68-03 постройки 1970-х годов
- дом 3 к. 1 — жилой многоподъездный 12 этажный панельный типовой серии II-68-02 постройки 1973 года
- дом 3 А — Школа № 924
- дом 5 — нежилой 1-этажный панельный постройки 1976 года
- дом 5 А — Школа № 924
- дом 7 к. 1 — жилой 5 этажный кирпичный типовой серии I-447 постройки 1961 года
- дом 7 к. 2 — жилой 4 этажный кирпичный типовой серии II-44 постройки 1960 года
- дом 9 к. 1 — жилой 9 этажный панельный типовой серии I-515-178/9М постройки 1973 года
- дом 9 А — Дом культуры «Маяк» 2 этажный кирпичный постройки 1960 годов
- дом 9 к. 2 — жилой 9 этажный панельный типовой серии I-515/9М постройки 1973 года
- дом 11 к. 1 — жилой 9 этажный панельный типовой серии I-515/9ЮЛ постройки 1973 года
- дом 13 к. 1 — жилой 17 этажный панельный типовой серии П-44Т постройки 2004 года
- дом 13 к. 2 — Детский сад № 2563 типовой серии И-1158 постройки 2006 года
- дом 15 — жилой 17 этажный панельный типовой серии П-44Т постройки 2004 года

По чётной стороне
- дом 2 А — многоуровневый паркинг, пункт техосмотра
- владение 2 — многоуровневая автостоянка
- дом 4 — Детско-юношеский центр «Виктория»
- дом 6 — «Жилищник» Чертаново Южное
- дом 6, корп. 3 — Пожарная часть № 32
- дом 6 А — бывшая столовая, ныне магазин «Пятёрочка»

## Транспорт

### Автомобильное движение
На всём протяжении улица имеет двустороннее движение, на перекрёстке с Проектируемым проездом № 4578 установлены 4 светофора.

### Автобус
- с997: от Варшавского шоссе до Дорожной улицы.
- с997, 990: от Дорожной улицы до Варшавского шоссе.

### Метро
- Станция  «Улица Академика Янгеля»   — северо-западнее улицы, на пересечении Варшавского шоссе с улицей Академика Янгеля и Россошанской улицей.

### Железнодорожный транспорт
- Станция Красный Строитель Курского направления Московской железной дороги — в конце улицы на пересечении с Дорожной улицей.